# Jean-Baptiste Alary
Pour les articles homonymes, voir Alary.
Antoine Alary dit Jean Baptiste Antoine Alary, né à Villeneuve-sur-Lot le 20 avril 1811 et mort à Saint-Jean-de-Duras le 11 mars 1899, est un photographe français, l'un des premiers photographes professionnels installés en Algérie.

## Biographie
D’abord instituteur primaire à Dausse dans le Lot-et-Garonne, il s'installe en Algérie en 1847 pour s’établir comme encadreur-doreur. Il y  rencontre un daguerréotypiste du nom de Delemotte, déjà installé à Alger et qui va l'initier aux techniques photographiques. Louis Joseph Delemotte est né à Lille en 1801 ; on connaît très peu d'œuvres de ce photographe en dehors de deux daguerréotypes signés avec Alary et conservés au musée George Eastman House.

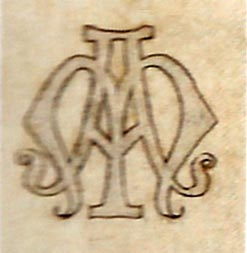
Monogramme d'Alary et Marville figurant sur les cartons de montage vers 1856.

Alary poursuivra seul un travail photographique à Alger, réalisant des négatifs sur papier puis sur verre. Plusieurs de ses vues circulent en France par l’intermédiaire du photographe Charles Marville, qui appose son timbre sur les feuilles de montage. Au demeurant le timbre sec figurant sur certains cartons de montage des photos d'Alary conservées à la Société française de photographie, fait d'un A et d'un M entrelacés, tendrait à montrer des relations commerciales assez étroites entre les deux photographes. En 1854-1855, Alary s’associe à la veuve d'un horloger suisse,  Julie Geiser (veuve de Lucien-Jacob Geiser) ; ils ouvrent un atelier de photographie qui sera actif jusqu'en 1868. Alary se fait remarquer à l’exposition de la Société française de photographie en 1857 avec un panorama de deux mètres du port d’Alger. Les œuvres du studio Alary-Geiser sont exposées à Berne en 1857 sous le nom de Mme Geiser et y obtiennent un réel succès, récompensé par une médaille d'argent : y sont exposés un « grand panorama d'Alger » et 18 feuilles de différentes tailles, de groupes, paysages et bâtiments. En 1858, il expose à la Photographic Society of London des vues d’Algérie dont le panorama en huit parties et une vue de la salle du trône du palais du Luxembourg.
Devant le succès remporté par la collection de photographies rapportées d'Algérie par Félix-Jacques Moulin, Alary entreprend une série de voyages entre 1857 et 1867 dans toutes les régions d'Algérie ainsi qu'en Tunisie et au Maroc. Il constitue ainsi une collection de plus de deux mille clichés, collection dont il vante l'importance dans la presse algérienne de l'époque accusée de favoritisme envers son concurrent principal, le studio de Claude Portier. En 1868, Alary passe la main aux deux enfants les plus âgés de Julie Geiser qui prennent la direction du studio sous l'enseigne « Geiser frères successeurs ».
Les photos du studio Alary-Geiser ont servi à illustrer des articles parus dans la presse illustrée de l'époque, comme le voyage de Napoléon III en Algérie en 1865, ou le tremblement de terre de 1867.

## Collections
- Bibliothèque nationale de France, Paris
- George Eastman House, Rochester
- Société française de photographie

## Galerie

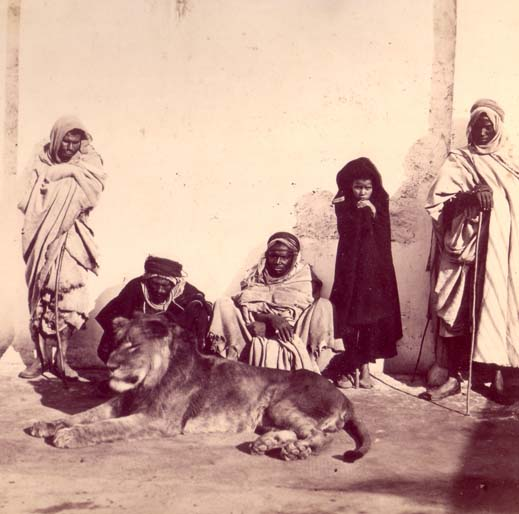
Le lion du marabout, 1864. Tirage sur papier albuminé d'après un négatif sur verre.
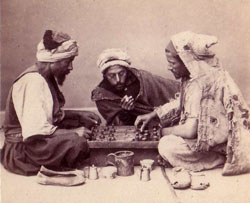
Joueurs d'échecs, 1859.
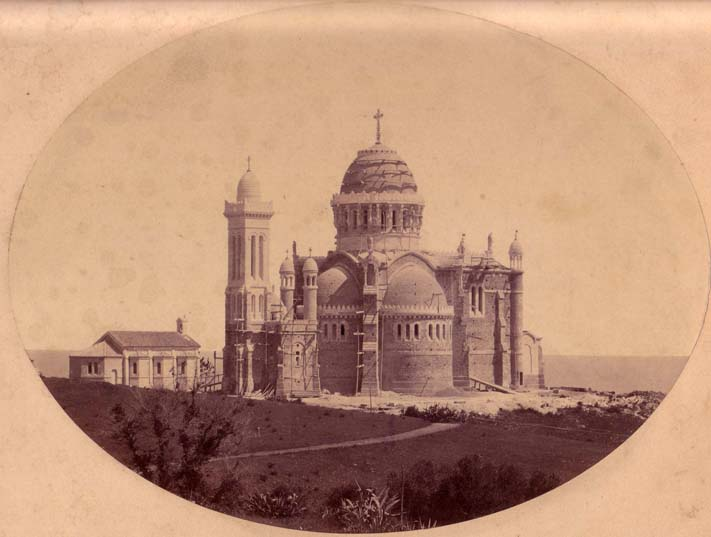
La Basilique Notre-Dame-d'Afrique à Bologhine en construction, vers 1860. Tirage sur papier albuminé d'après un négatif sur verre.
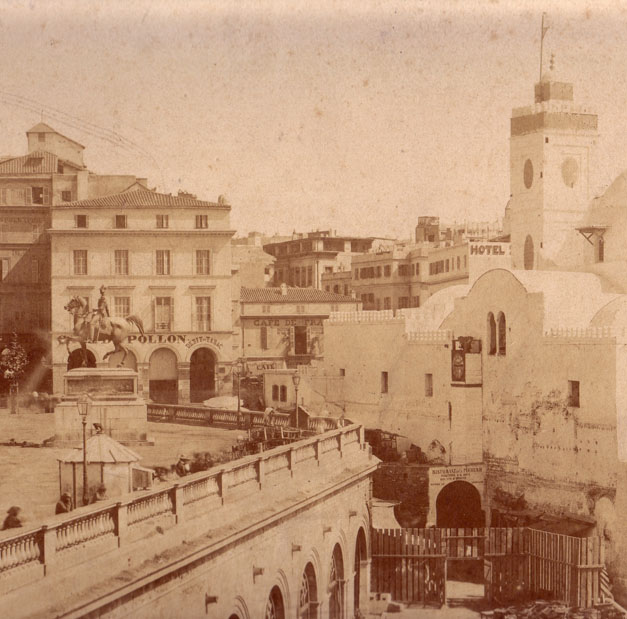
Vue d'Alger, 1857. Tirage sur papier salé d'après un négatif papier.